# 因加瀑布
因加（当地基孔果语中，“Inga（因加）”意为“是的”）瀑布是位于刚果民主共和国中刚果省（旧省:下刚果省）首府马塔迪 40 公里处的一道急流，处于刚果河下游。刚果河在 15 公里（9 英里）距离内下降达 96 米（315 英尺），从而形成了因加瀑布。世界上流量最大的瀑布——李文斯顿瀑布位于刚果河上游，靠近马莱博湖。这些瀑布形成于刚果河的一处弯道，河道的宽度从最宽处的超过 4 公里迅速变化到最窄处的只有 260 米。
该瀑布的平均流量为 42,476 m³/s（1,500,000 ft³/s），可列为世界上最大的瀑布——但它并未广泛被承认是真正的瀑布，其有记录的最大流量为 70,793 m³/s (2,500,000 ft³/s)。因加瀑布也是两座大型水力发电站，因加一号和因加二号的所在地，另外两座计划中的大坝——因加三号和大因加水坝，后者建成后将是世界上最大（按发电量计算） 的水电站。